# 环戊二烯基二羰基甲基铁
环戊二烯基二羰基甲基铁是一种有机铁化合物，化学式为(C
5H
5)Fe(CO)
2CH
3。它是橙色挥发性固体，对空气敏感。它可由环戊二烯基二羰基合铁酸钠的甲基化反应得到。
在紫外线照射下，它的其中一个羰基配体可以被膦配体取代，得到手性衍生物(C
5H
5)Fe(CO)(PR
3)CH
3。它和膦配体加热，可以得到手性的乙酰基配合物(C
5H
5)Fe(CO)(PR
3)COCH
3。二氧化硫、四氰基乙烯和氯化亚锡均可插入至Fe-CH3键之间。它可以催化腈的C-C键断裂：
R'CN  +  HSiR
3   →   R
3SiCN  +  R'SiR
3